# 宽冠粉苞菊
宽冠粉苞菊（学名：Chondrilla laticoronata）为菊科粉苞菊属的植物。分布在哈萨克斯坦、俄罗斯以及中国大陆的新疆等地，生长于海拔1,000米至2,200米的地区，一般生长在砾石地，目前尚未由人工引种栽培。